# Citrix Systems
Citrix Systems (NASDAQ: CTXS

) er en amerikansk softwarevirksomhed, der producerer diverse softwareløsninger til infrastrukturløsninger, men er mest kendt for sit kerneprodukt Citrix XenApp (tidligere kaldt Citrix Presentations Server).
Citrix’ hovedkvarter ligger i Fort Lauderdale i Florida, ligesom der er større afdelinger i både Californien og Massachusetts samt udviklingsafdelinger i Australien, Indien og Storbritannien. Selskabet blev grundlagt i 1989. Blandt kunderne er nogle af verdens største internetselskaber, 99 procent af Fortune Global 500-selskaberne og flere hundredtusinde små og mellemstore virksomheder. Citrix samarbejder med flere end 10.000 selskaber i over 100 lande. Omsætningen i 2013 var på $2,92 milliarder. Opkøbet af XenSource i oktober 2007 gav selskabet ansvaret for open source-projektet i forbindelse med Xen-hypervisoren.

## Teknologi
Produktfamilierne Citrix Delivery Center, Citrix Cloud Center (C3) og Citrix Online Service sigter mod at gøre databehandling nemmere og mere sikker ved at software leveres som en tjeneste. På denne måde kan man anvende softwaren på mange forskellige typer enheder, når man har en dataforbindelse til rådighed. Citrix Delivery Center, der består af XenDesktop, XenApp, XenServer og NetScaler, virtualiserer servere, brugergrænseflader og programmer. Softwaren centraliseres i datacenteret og leveres til brugerne som en tjeneste. 
Siden april 2009 har Citrix tilbudt deres servervirtualiseringsløsning XenServer som en gratis service til markedet. Den kan frit hentes og bruges til alle typer it-miljøer. 
Citrix Receiver er den første universalklient til levering af it-tjenester. Med Citrix Receiver installeret på en enhed (pc, Mac, iPhone, iPad, m.m.) kan programmer og brugergrænseflader leveres som en tjeneste til brugerne på deres egne præmisser. 
Citrix Receiver er bygget på Independent Computing Architecture (ICA). Dette er en proprietær Citrix-protokol til applikationsservere. Protokollen styrer trafik mellem servere og brugerenheder og er uafhængig af platforme.

## Historie
Citrix blev grundlagt i 1989 af den tidligere IBM-udvikler Ed Iacobucci i Richardson, Texas. Han havde $3 millioner i startkapital. Iacobucci flyttede hurtigt selskabet til Coral Springs, Florida, hvor han havde boet, mens han arbejdede hos IBM. 
Det første produkt, der kom på markedet, var Citrix MULTIUSER baseret på OS/2. Citrix købte licensrettigheder til kildekoden fra Microsoft. Håbet var at kapre en del af Unix-markedet ved at gøre det let at udrulle tekstbaserede OS/2-applikationer. Produktet blev ingen succes, blandt andet fordi Microsoft i 1991 annoncerede, at de ikke længere ville støtte OS/2.
I 1990 blev Roger Roberts udnævnt til CEO. Roberts var fra Texas, og kom fra et job i Texas Instruments.
Fra 1989 til 1995 var selskabet ikke lønsomt. I 1989 og 1990 havde det ingen indtægter. I årene mellem 1991 og 1993 fik Citrix tilført investeringskapital fra både Intel, Microsoft og forskellige udviklingsmiljøer. Uden dette ville Citrix ikke have overlevet.
I 1993 lancerede Citrix WinView. Løsningen gav fjernadgang til DOS- og Windows 3.1-applikationer på en flerbrugerplatform. Det var selskabets første vellykkede produkt. Citrix blev børsnoteret i december 1995.

## Samarbejdet med Microsoft
Samarbejdet mellem Microsoft og Citrix har varet i mere end 20 år. Det startede, da Citrix købte licensrettigheder til OS/2-kildekoden i 1989. Senere købte Citrix licensrettighederne til kildekoden til Microsoft Windows NT 3.51. I 1995 lancerede WinFrame – en flerbrugerversion af Windows NT med fjernadgang. Dette produkt var unikt og dækkede flere behov hos større virksomheder.
Under udviklingen af WinFrame til Windows NT 4 besluttede Microsoft, at de ikke ville licensere Windows NT 4-kildekoden til Citrix. Herudover annoncerede Microsoft, at de planlagde at udvikle deres egen version. Dette førte parterne sammen i diskussioner om, hvordan de bedst muligt kunne løse udfordringerne.
Efter forhandlingerne blev det besluttet, at Microsoft skulle købe licenser til Citrix-teknologi til Windows NT Server 4.0, hvilket førte til udviklingen af Windows Terminal Server Edition. Citrix forpligtede sig til ikke at lancere en konkurrerende løsning, men forbeholdt sig retten til at sælge udvidelser, som komplimenterede Microsofts løsninger, indledningsvist med produktnavnet MetaFrame. Dette samarbejde varede ud over Windows 2000 Server og Windows Server 2003, hvor Citrix lancerede både MetaFrame XP og Presentation Server. I 2008 ændrede Citrix navnet på Presentation Server til XenApp.
En nøgleteknologi, som Microsoft ikke købte, var ICA-protokollen. Microsofts arbejde med RDP-protokollen(T.share) fra NetMeeting stammede oprindeligt fra en aftale med PictureTel (nu Polycom).
I januar 2008 annoncerede Citrix en udvidet alliance med Microsoft. Målet var at levere flere virtualiseringsløsninger til både grænseflader og servere, som gav udvidet interoperabilitet mellem selskabernes teknologier.
I februar 2009 lancerede Citrix og Microsoft “Project Encore”, der fokuserede på servervirtualisering. Det førte til Citrix Essentials, som tilbyder omfattende administrationsmuligheder til Microsoft Windows Server 2008 Hyper-V. Selskaberne iværksatte fælles markedsføring, oplæring og kanalaktiviteter. 
I juli 2009 annoncerede parterne fælles planer om at satse på løsninger, som skulle forenkle implementeringen af desktopvirtualisering. 
Planen indeholdt:
- Teknologi-integration, der giver it-afdelinger mulighed for at administrere distribuerede og centraliserede applikationer med Citrix XenApp og Microsoft System Center Configuration Manager.
- Udvidelse af XenApp-understøttelse til Microsoft Application Virtualization (App-V), som giver brugerne selvbetjeningsmuligheder i forbindelse med applikationer til alle typer enheder med Citrix Receiver og Citrix Dazzle.
- Tættere integration af Citrix XenDesktop med den nye række af Microsoft VDI-licenser giver endnu flere fordele ved selskabernes fælles VDI-løsninger.

## Samfundsansvar
Citrix støtter et Corporate Giving Program, der satser på uddannelse, økonomisk udvikling og teknologisk innovation. 
Sammen med Fort Lauderdale, Florida og Sister Cities International lancerede Citrix prototypen af Cyber Sister Cities-programmet (CSC) med Agogo i Ghana. 

## Opkøb
- September 1997: DataPac
- Januar 1998: NTrigue
- Juni 1998: APM
- Juli 1998: VDOnet
- Juli 1999: ViewSoft
- Februar 2000: Innovex Group
- Marts 2001: Sequoia Software Corporation
- December 2003: Expertcity, som blev til Citrix Online
- November 2004: Net6
- Juni 2005: NetScaler
- November 2005: Teros
- Maj 2006: Reflectent
- August 2006: Orbital Data
- December 2006: Ardence Inc.
- Februar 2007: Aurema
- September 2007: QuickTree
- Oktober 2007: XenSource
- Maj 2008: SepagoProfile
- November 2008: Vapps
- August 2010: VMLogix Inc.
- Februar 2011: Netviewer
- Februar 2011: EMS-Cortex
- Juni 2011: Kaviza (VDI-in-a-Box)
- Juli 2011: Cloud.com
- August 2011: RingCube
- Oktober 2011: ShareFile
- Oktober 2011: App-DNA
- April 2012: Podio
- Maj 2012: Virtual Computer
- Juni 2012: Bytemobile
- September 2012: Beetil
- December 2012: Zenprise
- December 2013: Skytide
- January 2014: Framehawk

## Produkter
- Citrix XenApp (tidligere Citrix Presentation Server) – applikationsvirtualisering og applikationsleverance
- Citrix XenDesktop [15] – desktopvirtualisering, (VDI)
- Citrix XenServer – servervirtualisering
- NetScaler – applikationsoptimering, netbaseret applikationsleverance, lastbalancering, accelerering af webapplikationer, applikationsfirewall

Se hele listen på Citrix.com

## Eksterne links
- Selskabets hjemmeside

37°22′N 121°59′V / 37.37°N 121.98°V